# Kamionna (Kąty Wrocławskie)

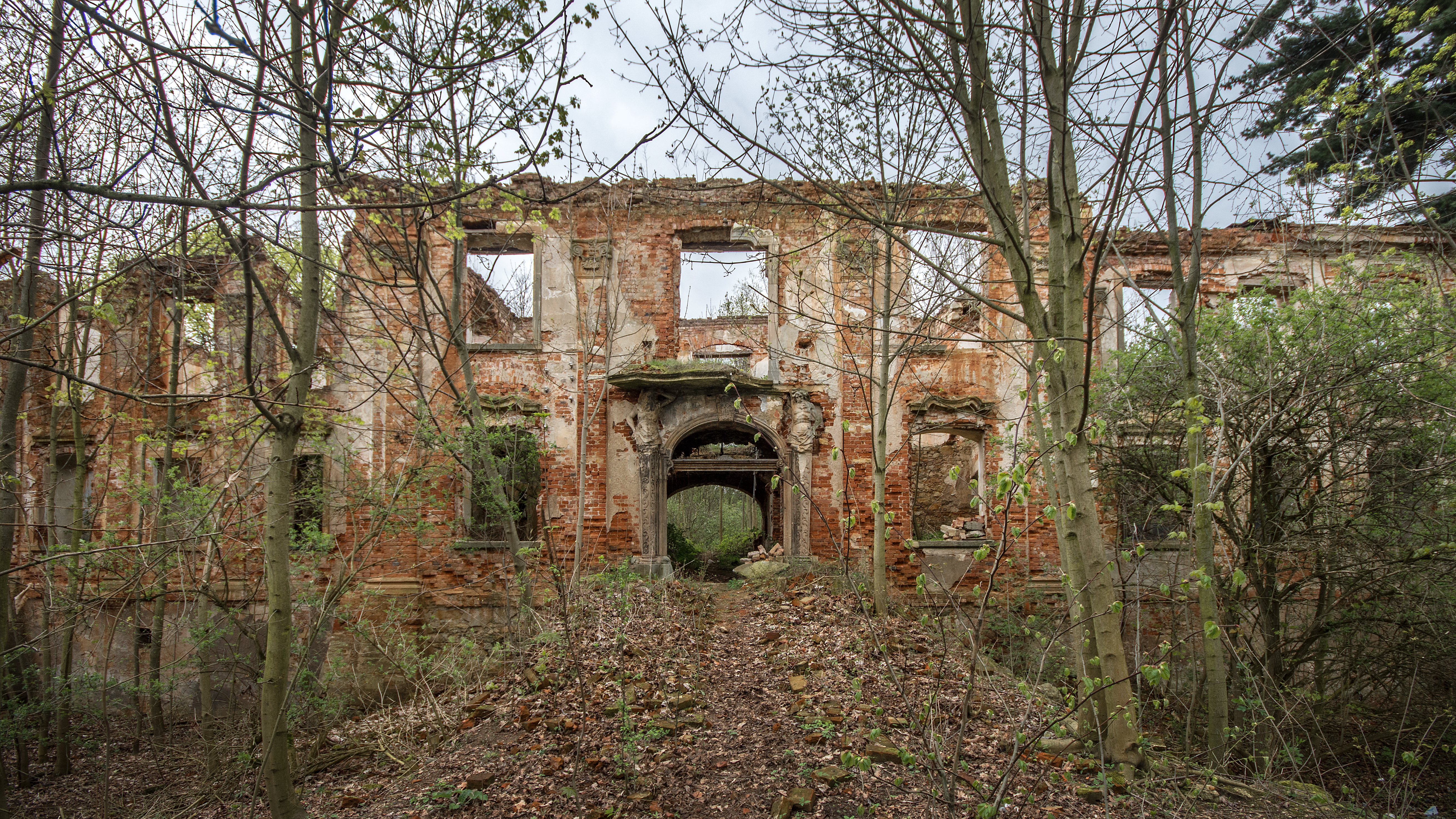
Schloss Kammendorf

Kamionna (deutsch Kammendorf bei Kanth) ist ein Ort in der Stadt- und Landgemeinde Kąty Wrocławskie (Kanth) im Powiat Wrocławski der Woiwodschaft Niederschlesien in Polen.

## Geschichte
Kemmerdorf wurde erstmals im Jahre 1343 urkundlich erwähnt. Es gehörte zum Herzogtum Breslau, das nach dem Tod des Herzogs Heinrich VI. 1335 als erledigtes Lehen an die Krone Böhmen fiel. Ehemalige Besitzer waren: Nikolaus von Kemersdorf, 1571 die von Seidlitz, denen die von Knobelsdorff folgten, 1657 gehörte es am Carl Friedrich von Kalckreuth, Mitte des 18. Jahrhunderts den von Stillfried und 1792 dem Freiherrn Karl Abraham von Zedlitz. 
Nach dem Ersten Schlesischen Krieg fiel Kammendorf mit dem größten Teil von Schlesien 1741/42 an Preußen. Seit 1742 gehörte es zum Landkreis Breslau, mit dem es bisverbunden blieb. 1845 zählte das Dorf im Besitz des Heinrich von Zedlitz´schen Fräuleinstifts (laut Stiftungsurkunde 1838 für 82.000 Reichstaler erworben), 42 Häuser, 336 Einwohner (153 katholisch und der Rest evangelisch), evangelische Kirche zu Fürstenau, katholische Kirche zu Sachwitz, eine Wassermühle, ein Wirtshaus, zehn Handwerker und zwei Händler. Zur Landgemeinde gehörte die Wassermühle Stradau an der Weistritz.
Als Folge des Zweiten Weltkriegs fiel Kammendorf mit fast ganz Schlesien 1945 an Polen. Nachfolgend wurde es durch die polnische Administration in Kamionna umbenannt. Die einheimische deutsche Bevölkerung wurde, soweit sie nicht schon vorher geflohen war, vertrieben. Die neu angesiedelten Bewohner waren teilweise Zwangsumgesiedelte aus Ostpolen, das an die Sowjetunion gefallen war.

## Sehenswürdigkeiten
- Schloss Kammendorf, nach 1945 verfallen, heute Ruine[2]
- Statue des böhmischen Landesheiligen Johannes Nepomuk aus dem 18. Jahrhundert.